# Kontakt med barn i sexuellt syfte
Kontakt med barn i sexuellt syfte är ett brott enligt svensk rätt.
I brottsbalken 6 kap. 10 a § står det:
| ” | Den som, i syfte att mot ett barn under femton år begå en gärning för vilken straff föreskrivs i 4, 5, 6, 8 eller 10 §, träffar en överenskommelse med barnet om ett sammanträffande samt därefter vidtar någon åtgärd som är ägnad att främja att ett sådant sammanträffande kommer till stånd, döms för kontakt med barn i sexuellt syfte till böter eller fängelse i högst ett år. | „ |

## Bakgrund
Brottet tillkom 2009 i svensk lag och någon motsvarande bestämmelse har inte tidigare funnits. Dock är det tänkbart att en del av de gärningar som straffbeläggs kan utgöra försök eller förberedelse till andra brott.
Kontakt med barn i sexuellt syfte är ett fullbordat sexualbrott, trots att det egentligen handlar om ett slags förberedelse till vissa sexuella övergrepp. Bestämmelsen avser att skydda barn som inte fyllt femton år mot vad som i allmänt språkbruk kallas gromning eller grooming, dvs. att knyta barn känslomässigt till sig för att senare utsätta barnet för sexuellt övergrepp. Bestämmelsen är teknikneutral, även om dess bakgrund till stor del förklaras av den ökade användningen av Internet.

## Internationellt
Brottet kan likställas med vad man internationellt kallar det för gromning.
I England och Wales är brottet likställt med två stycken brott, Arranging or facilitating the commission of a child sex offence vilket gör att förberedelsen till att träffa ett barn för att utföra ett sexuellt övergrepp är straffbart och Meeting a child following sexual grooming etc. som gör själva mötet straffbart.